# Nybbleholme
Nybbleholme este o arie protejată (arie specială de conservare — SAC, sit de importanță comunitară — SCI) din Suedia întinsă pe o suprafață de 42,9 ha, integral pe uscat.

## Localizare
Centrul sitului Nybbleholme este situat la coordonatele 59°27′46″N 17°11′07″E / 59.4629°N 17.1852°E.

## Înființare
Situl Nybbleholme a fost declarat sit de importanță comunitară în decembrie 1995 pentru a proteja 1 specie de plante. Situl a fost protejat și ca arie specială de conservare în martie 2011.

## Biodiversitate
Situată în ecoregiunea boreală, aria protejată conține 2 habitate naturale: Roci stâncoase cu vegetație pionieră de Sedo-Scleranthion sau Sedo albi-Veronicion dillenii, Taiga vestică.
La baza desemnării sitului se află o specie protejată de  plante: Buxbaumia viridis.